# Elsbeth Tucher

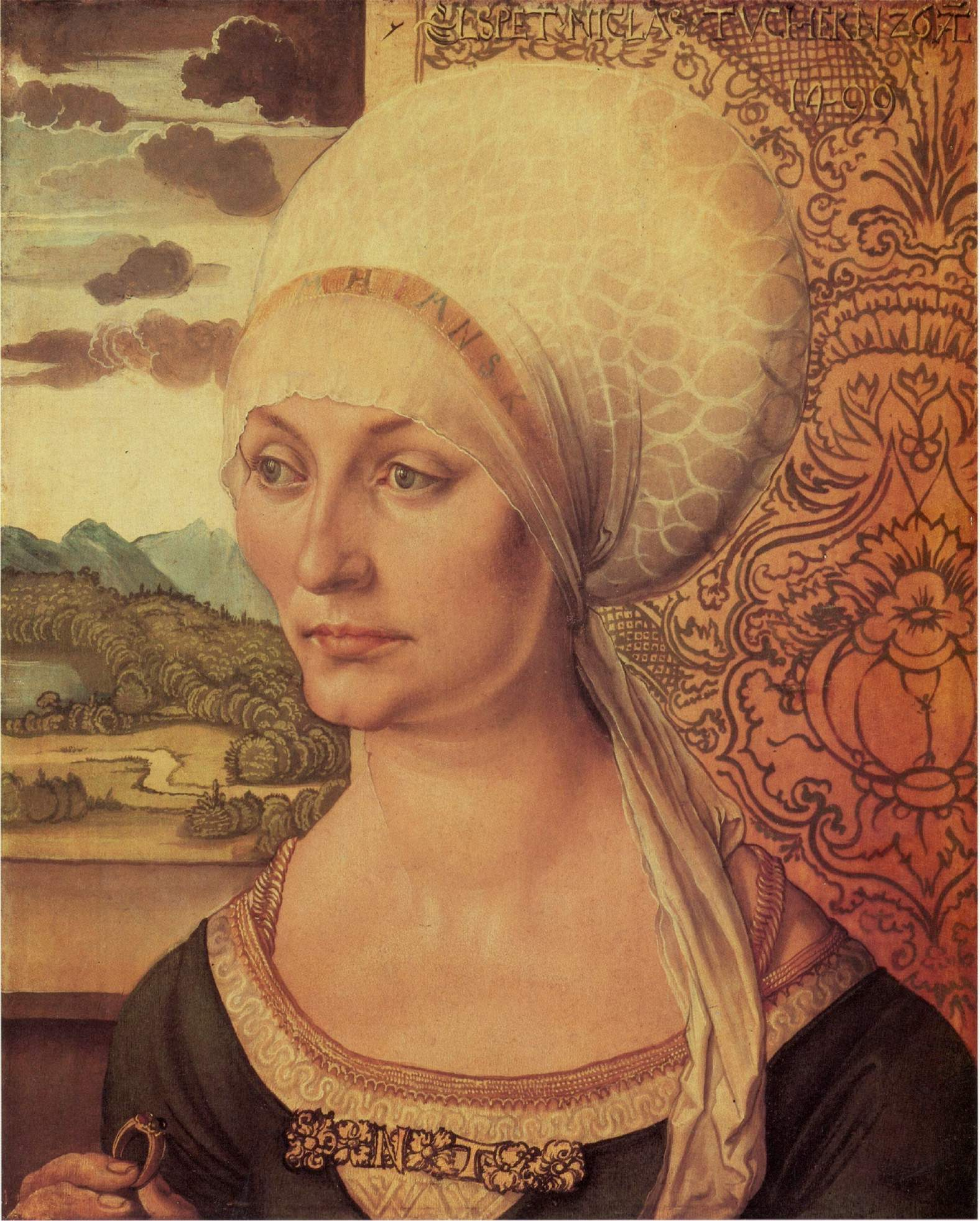
Bildnis der Elsbeth Tucher von Albrecht Dürer, 1499

Elsbeth Tucher (auch: Elisabeth Tucher, geborene Pusch; geboren 1473; gestorben im September 1517) war eine Angehörige des Nürnberger Patriziergeschlechts der Tucher. Bis heute in Erinnerung blieb sie durch ihre Abbildung auf einem Gemälde Albrecht Dürers, das sich in der Gemäldegalerie Alte Meister (Kassel) befindet.

## Leben
Elisabeth Pusch stammte aus Verhältnissen bescheidenen Wohlstands. Ihr Vater Hans Pusch war Zeugmeister der Artillerie, nach Angaben des Familienbuchs der Tucher aber auch verschuldet. Ihre Mutter war eine geborene Elisabeth Zollner. Im Jahr 1492 heiratete sie Nikolaus Tucher (1464–1527), der aus einer reichen Patrizierfamilie stammte. Die Ehe blieb kinderlos. Elisabeth Tucher gehört zu den Personen, über die im Familienbuch der Tucher am wenigsten zu erfahren ist.

## Porträt und Vergleich
Im Jahr 1499 fertigte Albrecht Dürer ein Eheporträt von Nikolaus und Elsbeth Tucher in Form eines Diptychons aus Lindenholz an. Elsbeth, 26 Jahre alt, wurde durch ein ihr zugewandtes Porträt ihres Ehemanns Nikolaus Tucher ergänzt, das den verschollenen linken Flügel des Ehepaar-Diptychons bildete.
Ein weiteres Diptychon im selben Stil fertigte er im selben Jahr von Nikolaus’ Bruder Hans Tucher und dessen Ehefrau Felicitas, geb. Rieter, an. Getreu mittelalterlicher und frühneuzeitlicher Symbolik ist der Ehemann jeweils links, die Ehefrau rechts abgebildet, sodass sich die Eheleute gegenseitig ansehen. Der Hintergrund ist in diesem Fall jeweils ein mittiges Fenster mit vergleichsweise schematischer Landschaft sowie bei den Damen ein dekoratives Brokattuch, das über die Schulter hängt.

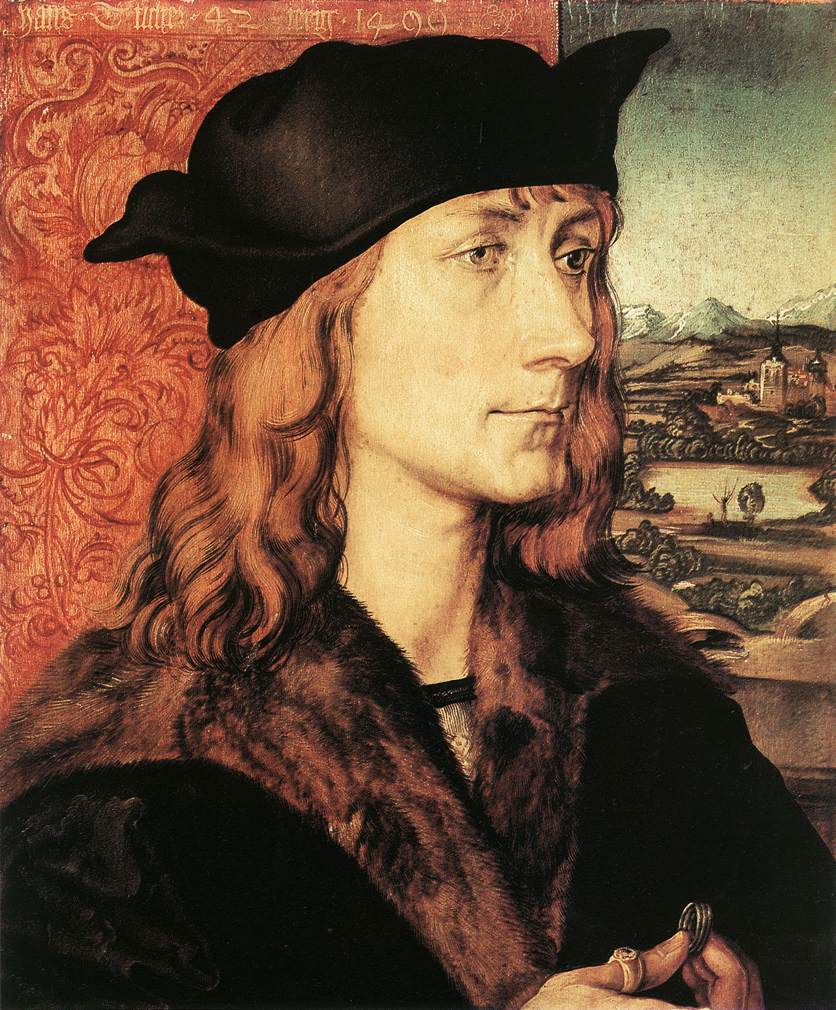
Hans Tucher d. J. (Dürer, 1499)
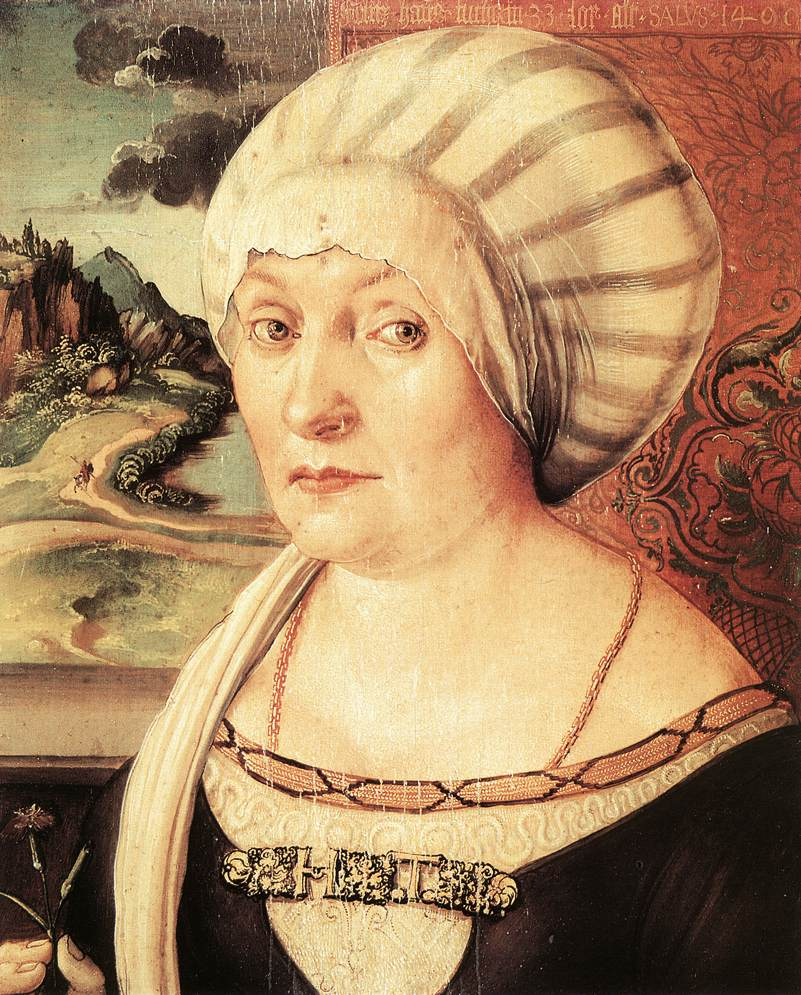
Felicitas Tucher, geb. Rieter, Gemahlin des Hans (Dürer, 1499)

In dem detailgetreuen und lebensnahen Porträt Elsbeths zeigt sich im Vergleich zu den ähnlich gestalteten Werken früherer Künstler – etwa Dürers Meister Michael Wolgemut, der 1478 das Porträt von Ursula Tucher geb. Harsdörffer und 1481 das ihres Mannes Hans Tucher (1428–1491) gemalt hatte – die stilistische Fortentwicklung in der Porträtkunst. Zu den auffallenden Details des Gemäldes zählen der lose zwischen den Fingern gehaltene Ehering in Elsbeths Hand unten links, die große Haube für ihr langes Haupthaar und verschiedene Inschriften sowie abgekürzte Initialen (MH MNSK). Auch Hans der Jüngere (bei Dürer) und Hans der Ältere (bei Wohlgemut) halten jeweils einen Ring in der Hand, ersterer einen schlichten Silberring, letzterer einen wohl seiner Frau zu überreichenden Ring, der mit Edelsteinen besetzt ist, während diese eine Blume hält. Der zu überreichende Ehering blieb auch im 16. Jahrhundert ein künstlerisches Motiv, etwa bei den bemalten Terrakotta-Büsten der Eheleute Willibald Imhoff und Anna Imhoff von Johan Gregor van der Schardt (1570).

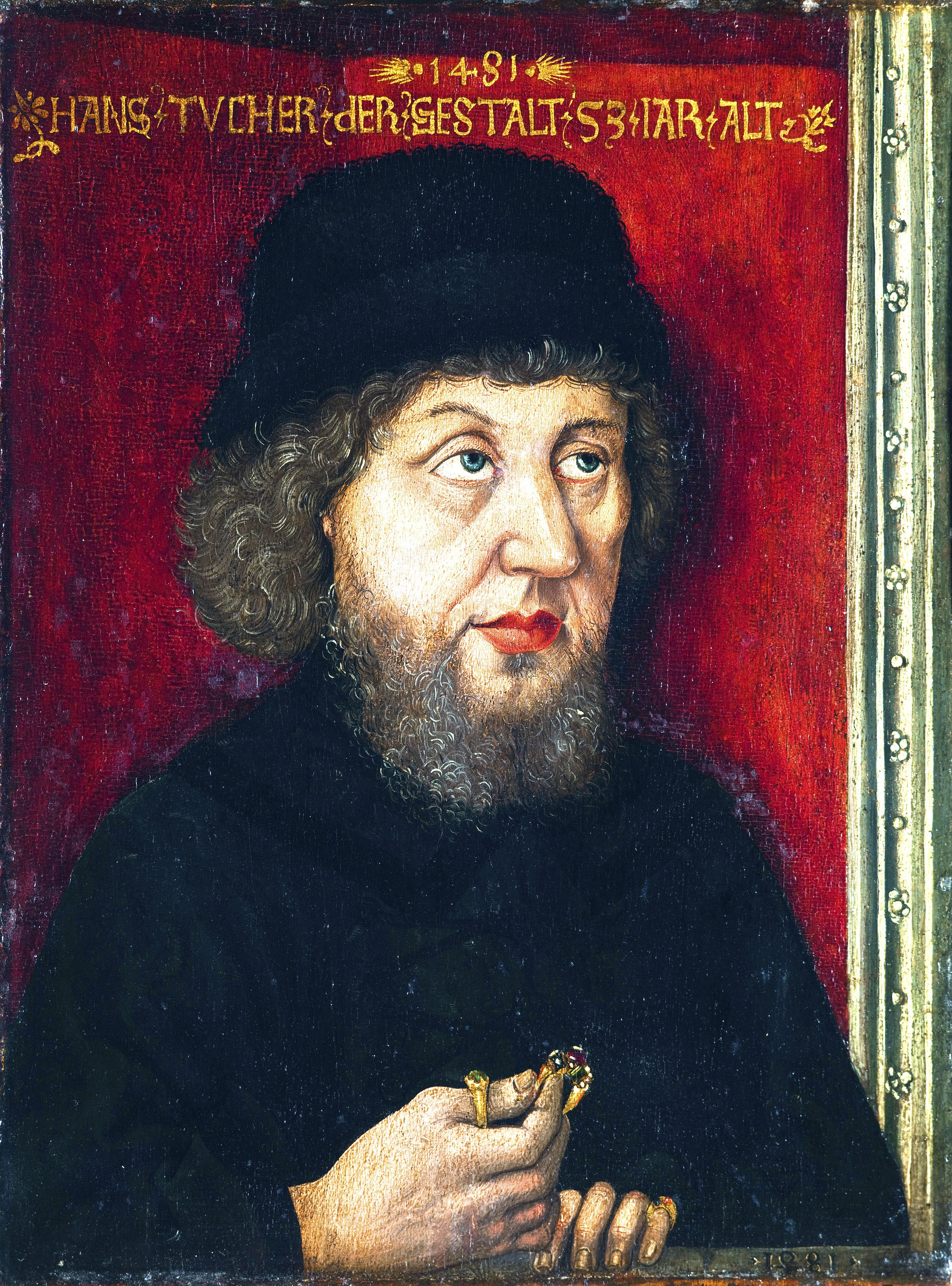
Hans Tucher d. Ä. (1428–1491), von Michael Wolgemut
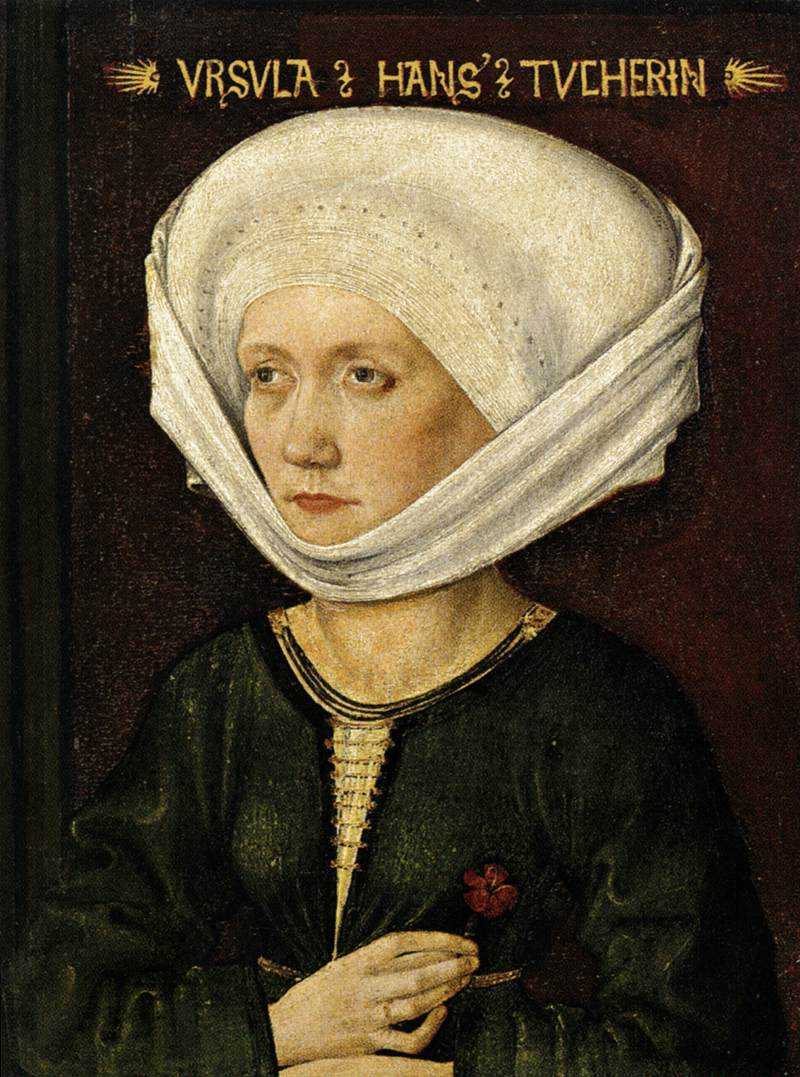
Ursula Tucher geb. Harsdörffer (Gemahlin des Hans)

## Rezeption
Das Gemälde gelangte in der ersten Hälfte des 18. Jahrhunderts in die Sammlungen der Landgrafen von Hessen-Kassel. In der Folgezeit kopierten und zitierten weitere Künstler das Werk. 1951 erschien ein Roman von Fridel Marie Kuhlmann mit Tucher als Bezugsperson, welches auch das bekannte Gemälde referenzierte: Der Ring der Elisabeth Tucher.
Besondere Bekanntheit erlangte das Porträt Elisabeth Tuchers durch die Abbildung auf der Vorderseite des deutschen 20-Mark-Scheins in der Zeit von 1961 bis 1992 – diese Banknote der Dritten Serie war die am längsten im Umlauf befindliche Banknote in der Geschichte der Bundesrepublik; die Auswahl dieses Porträts lenkte das öffentliche Interesse entsprechend stark auf die porträtierte Person. Bei der Banknote wurde aber das netzförmige Dekor des haubenartigen Kopftuches zu einer Art echter Netzstruktur verstärkt und hängt nicht nur auf einer, sondern auf beiden Seiten herunter.